# Ja-lung-ťiang
Ja-lung-ťiang (tibetsky ཉག་ཆུ་, čínsky pchin-jinem 'Yǎ lóng jiāng', znaky 雅砻江) je řeka v ČLR (S’-čchuan, Jün-nan). Je 1187 km dlouhá. Povodí má rozlohu 144 000 km².

## Průběh toku
Pramení na horském hřbetě Bajan Chara Ula. Protéká přes Východotibetská pohoří v hlubokých a členitých údolích, přičemž vytváří mnohé peřeje a vodopády. Je to levý přítok Jang-c’-ťiangu.
Na řece je řada přehrad, další jsou ve výstavbě či v plánu. Přehradní hráz Ťin-pching I bude po svém dokončení nejvyšší na světě.

## Vodní režim
Průměrný průtok vody činí přibližně 2000 m³/s. Hladina se zvyšuje v létě.